# Billaea versicolor
Billaea versicolor là một loài ruồi trong họ Tachinidae.